# Carlo Pinzani
Carlo Pinzani (* 15. Juni 1968) ist ein ehemaliger italienischer Skispringer.
Nachdem Pinzani bei den Italienischen Meisterschaften 1985 hinter Lido Tomasi und Massimo Rigoni die Bronzemedaille gewann, gab er am 30. Dezember 1985 in Oberstdorf sein Debüt im Skisprung-Weltcup. Bei der Junioren-Weltmeisterschaft 1986 in Lake Placid gewann er mit dem Team die Silbermedaille. Zwei Jahre später gewann er Silber bei den Italienischen Meisterschaften. Bei der Nordischen Skiweltmeisterschaft 1991 in Val di Fiemme sprang er von der Großschanze auf den 45. Platz. Da er keinerlei vordere Platzierungen im Weltcup sowie im Skisprung-Continental-Cup erreichen konnte, beendete er seine Karriere nach der Saison 1991/92. Zuvor gewann er noch einmal Silber bei den italienischen Meisterschaften.
Seit dem Ende seiner Karriere ist Pinzani als Skisprungtrainer und Jury-Mitglied bei Skisprung-Wettbewerben aktiv.